# The Outer Worlds
The Outer Worlds (traducción en español Los mundos exteriores) es un videojuego perteneciente al género de rol desarrollado por Obsidian Entertainment y publicado por Private Division. El videojuego se lanzó para PlayStation 4, Xbox One y Microsoft Windows el 25 de octubre de 2019, con una versión para Nintendo Switch que salió a la venta el 5 de junio de 2020, con una versión para PlayStation 5 y Xbox Series X/S que salió a la venta el 7 de marzo de 2023. 
El juego ha sido un éxito en ventas, superando los 2 millones de unidades vendidas en febrero de 2020, y propiciando el desarrollo de su primera expansión llamada The Outer Worlds: Peril on Gorgon, y con lanzamiento para el 9 de septiembre de 2020. Durante la conferencia Xbox & Bethesda Games Showcase, se anunció el desarrollo de una secuela del videojuego, titulada Outer Worlds 2.

## Jugabilidad
The Outer Worlds es un videojuego de rol con perspectiva en primera persona. En las primeras etapas del videojuego, el jugador puede crear su propio personaje y desbloquear una nave, que actúa como el espacio central del videojuego. Aunque el jugador no puede controlar su nave, sirve como un punto de viaje rápido para acceder a diferentes áreas del juego y al inventario del jugador. El jugador puede encontrar y reclutar personajes no jugadores como compañeros que tienen sus propias misiones e historias personales. Al acompañar al jugador, los compañeros actúan como una ayuda en el combate. Cada compañero tiene sus propias habilidades individuales y ataques especiales, y también puede desarrollar su propia especialización de habilidades. Al explorar, el jugador puede traer hasta dos compañeros junto a ellos, mientras que el resto permanece en la nave. El jugador puede tomar numerosas decisiones de diálogo, que pueden influir en la historia ramificada del videojuego. También pueden responder a los PNJ de varias maneras, como actuar de manera heroica, maníaca o morónica.
Durante las situaciones de combate, el jugador puede usar varios tipos de armas, como cuerpo a cuerpo y armas de fuego, que tienen tres tipos de munición: ligera, media y pesada. Estas armas se pueden personalizar para agregar daño elemental. El jugador puede usar sigilo o habilidades sociales (persuasión) para evitar el combate por completo. A medida que el jugador progresa, gana puntos de experiencia, que el jugador y sus compañeros pueden usar para subir de nivel y desbloquear nuevas habilidades. El jugador puede desarrollar sus habilidades técnicas, que se dividen en tres categorías: ciencia, medicina e ingeniería. Por ejemplo, el jugador puede usar un rayo retráctil para reducir a un enemigo. El jugador puede invertir puntos en estas habilidades, que desbloquearán nuevas ventajas que mejoran la eficiencia del combate. El jugador también puede entrar en un estado de "dilatación del tiempo táctico", que ralentiza el tiempo y revela las estadísticas de salud de los oponentes, lo que le otorga al jugador ventajas tácticas. A medida que el jugador lidera a sus compañeros, mejoran la fuerza de combate y la resistencia de sus compañeros. El jugador también puede obtener una "falla" que ocurre cuando el jugador falla repetidamente en ciertos segmentos de videojuego. Los defectos debilitan al jugador de alguna manera, pero también le dan ventajas y ventajas adicionales.

## Argumento
El videojuego se desarrolla en un futuro alternativo que divergió en el año 1901, cuando el presidente de los Estados Unidos, William McKinley, no es asesinado por Leon Czolgosz en la Exposición Panamericana. Como resultado, Theodore Roosevelt nunca lo sucedió, permitiendo que grandes fideicomisos comerciales dominen la sociedad en el futuro, donde las megacorporaciones han comenzado a colonizar y terraformar planetas alienígenas. Originalmente destinado a los confines más alejados de la galaxia, el viaje más rápido que la luz de una nave de colonia se desvía, dejándolo abandonado en el borde del espacio de la colonia. El personaje del jugador se despierta a bordo del crio-sueño solo para descubrir que la mayoría de los pasajeros todavía están en hibernación, y comienza un viaje a una colonia cercana para investigar la verdadera naturaleza de las corporaciones. El videojuego presenta varias facciones y una historia ramificada que reacciona a las elecciones del jugador.

## Personajes

### Acompañantes
- Parvati Halcomb: Es una ingeniera mecánica que se une al jugador en Edgewater por orden de Reed Tobson, como apoyo en la resolución de ciertas misiones del juego, principalmente en restablecer el suministro de energía del asentamiento. A través del juego, se sabe que al nacer fue separada de su madre (la cual nunca llegó a conocer), y fue criada por su padre, también ingeniero, a quién quiso mucho y le enseñó muchas cosas relacionadas al área, pero este falleció por exceso laboral. Su ataque especial consiste en atacar con un mazo eléctrico al contrincante, dejándolo brevemente aturdido, y al subir de nivel, puede otorgar ventaja al jugador en el uso de aparatos tecnológicos.
- Maximilian de Soto: Era el vicario de Edgewater hasta que el jugador cumple algunas misiones iniciales, que consiste en la búsqueda de un libro prohibido escrito por un filósofo, cuyo contenido se basaba en una interpretación sobre el sentido del universo, pero cuando se descubre que el libro está en francés, Soto renuncia a su cargo y se une a tu tripulación. Su ataque especial se basa en abrir fuego con una escopeta al oponente, derribándole durante el combate, y al subir de nivel, otorga mejoras en piratear computadoras.
- Ellie Fenhill: Es una doctora que el jugador se encuentra en el centro médico de la Groundbreaker, la cual te pide que hables con una compañera para resolver un asunto pendiente. Al cumplir esta misión, Ellie se unirá a tu tripulación, mencionando que ya había sido miembro de otros, tanto legales como ilegales. Su ataque especial consiste en disparar reiteradamente a su oponente con un revólver, provocando serios daños, y al subir de nivel, otorga mejoras relacionadas con la medicina.
- Felix Millstone: Es un carguero que trabajaba en la zona de aterrizaje de la Groundbreaker, donde el jugador se lo encuentra discutiendo con su capataz e interactúas con él. Después de cumplir algunas misiones en el sitio y volver a la nave, Felix le pide al jugador si lo puede incluir en la tripulación. Su habilidad especial consiste en darle una embestida al oponente, y al subir de nivel, otorga mejoras en persuadir personajes durante los diálogos.
- Nyoka Ramnarim-Wentworth III: Es una pirata que el jugador interactúa en Monarch por orden de Phineas Welles. Se sabe que sus antiguos compañeros murieron en combate, y suele beber mucho alcohol. Su habilidad especial consiste en atacar con una ametralladora al oponente, y al subir de nivel, otorga mejoras en mentirle a los personajes durante los diálogos.

## Desarrollo
El videojuego ha sido desarrollado por Obsidian Entertainment y publicado por Take-Two Interactive sello editorial privado de División. Aunque Obsidian estaba en proceso de ser adquirida por Microsoft Studios en el momento del anuncio del videojuego, el proyecto había estado en desarrollo antes de ese punto, y Take-Two había asegurado los derechos de publicación antes de la oferta de adquisición de Microsoft.
Tim Cain y Leonard Boyarsky, los creadores de la serie Fallout, fueron los directores del videojuego. Los directores del dúo describieron el videojuego como "la combinación de la morbilidad oscura [de Boyarsky] y la tontería de Tim", y esperaban buscar un equilibrio entre la tontería y el drama al crear el tono y la narrativa del videojuego. Las opciones románticas fueron inicialmente consideradas, pero la característica fue finalmente cortada por el estudio. Los escritores del videojuego incluyen Boyarsky y Megan Starks.
El videojuego ha estado en desarrollo desde al menos mayo de 2016, cuando el CEO de Obsidian, Feargus Urquhart, mencionó que un pequeño número de personas en el estudio que incluía a Cain y Boyarsky estaban trabajando en "algo completamente nuevo" en Unreal Engine durante una entrevista con Game Pressure. Obsidian luego reveló el desarrollo del videojuego en 2017. En diciembre de 2017, Private Division anunció el proyecto como su primera lista de videojuegos publicados. Se anunció en The Game Awards 2018 en diciembre y se lanzará para Microsoft Windows, PlayStation 4 y Xbox One el 25 de octubre de 2019. En julio de 2019, Obsidian anunció que el videojuego también se lanzará en Nintendo Switch.
En marzo de 2019, se anunció que el videojuego se lanzaría exclusivamente en Epic Games Store y Microsoft Store, y su lanzamiento original de Steam se retrasó hasta octubre de 2020.
El 5 de junio de 2020, apareció la versión para Nintendo Switch y al cabo de poco tiempo, se anunció  que la primera expansión llamada The Outer Worlds: Peril on Gorgon saldría para septiembre de 2020. 
El 7 de marzo de 2023, apareció la versión remasterizada del videojuego The Outer Worlds: Spacer's Choice Edition para PlayStation 5 y Xbox Series X/S, El remaster fue desarrollado por Virtuos.

## Recepción
The Outer Worlds Recibió críticas positivas durante su lanzamiento, destacando las versiones de PC y PlayStation 4.